# Junioreuropamästerskapet i volleyboll för damer 2016
Junioreuropamästerskapet i volleyboll för damer 2016 genomfördes i Slovakien och Ungern mellan 27 augusti och 4 september 2016.

## Deltagare
- Värdar
  -  Ungern U19
  -  Slovakien U19
- Kvalificerade genom kvalspel
  -  Belarus U19
  -  Belgien U19
  -  Bulgarien U19
  -  Kroatien U19
  -  Frankrike U19
  -  Tyskland U19
  -  Italien U19
  -  Ryssland U19
  -  Serbien U19
  -  Turkiet U19

## Gruppsammansättningar
| Grupp I       | Grupp II     |
| ------------- | ------------ |
| Slovakien U19 | Ungern U19   |
| Turkiet U19   | Italien U19  |
| Belgien U19   | Ryssland U19 |
| Frankrike U19 | Belarus U19  |
| Bulgarien U19 | Serbien U19  |
| Kroatien U19  | Tyskland U19 |

## Arenor
| Grupp I och slutspel | Grupp II                         |
| -------------------- | -------------------------------- |
| Nitra, Slovakien     | Győr, Ungern                     |
| Stadshall            | Szechenyi Istvans Universitshall |

## Gruppspel
- Alla tider är Central European Summer Time (UTC+02:00)

|  | Kvalificerade för finalspel      |
|  | Kvalificerade för placeringsspel |

### Grupp I
| # | Lag           | Matcher | Matcher | Poäng | Set | Set | Set   | Bollpoäng | Bollpoäng | Bollpoäng |
| # | Lag           | V       | F       | Poäng | V   | F   | Kvot  | V         | F         | Kvot      |
| - | ------------- | ------- | ------- | ----- | --- | --- | ----- | --------- | --------- | --------- |
| 1 | Turkiet U19   | 5       | 0       | 14    | 15  | 3   | 5,000 | 434       | 331       | 1,311     |
| 2 | Belgien U19   | 4       | 1       | 10    | 12  | 8   | 1,500 | 442       | 414       | 1,068     |
| 3 | Slovakien U19 | 3       | 2       | 9     | 12  | 8   | 1,500 | 450       | 388       | 1,160     |
| 4 | Bulgarien U19 | 2       | 3       | 7     | 11  | 12  | 0,917 | 455       | 504       | 0,903     |
| 5 | Frankrike U19 | 1       | 4       | 4     | 5   | 12  | 0,417 | 331       | 387       | 0,855     |
| 6 | Kroatien U19  | 0       | 5       | 1     | 3   | 15  | 0,200 | 344       | 432       | 0,796     |

| Datum  | Tid   |               | Resultat |               | Set 1 | Set 2 | Set 3 | Set 4 | Set 5 | Totalt  | Rapport |
| ------ | ----- | ------------- | -------- | ------------- | ----- | ----- | ----- | ----- | ----- | ------- | ------- |
| 27 Aug | 15:00 | Kroatien U19  | 2–3      | Belgien U19   | 20–25 | 16–25 | 25–20 | 25–22 | 12–15 | 98–107  | Report  |
| 27 Aug | 17:30 | Slovakien U19 | 1–3      | Turkiet U19   | 18–25 | 24–26 | 25–23 | 24–26 |       | 91–100  | Report  |
| 27 Aug | 20:00 | Frankrike U19 | 2–3      | Bulgarien U19 | 19–25 | 25–20 | 25–20 | 20–25 | 12–15 | 101–105 | Report  |
| 28 Aug | 15:00 | Turkiet U19   | 3–0      | Belgien U19   | 25–23 | 25–14 | 25–17 |       |       | 75–54   | Report  |
| 28 Aug | 17:30 | Slovakien U19 | 3–0      | Frankrike U19 | 25–22 | 25–12 | 25–11 |       |       | 75–45   | Report  |
| 28 Aug | 20:00 | Bulgarien U19 | 3–1      | Kroatien U19  | 25–22 | 26–24 | 24–26 | 25–17 |       | 100–89  | Report  |
| 29 Aug | 15:00 | Frankrike U19 | 0–3      | Turkiet U19   | 9–25  | 13–25 | 18–25 |       |       | 40–75   | Report  |
| 29 Aug | 17:30 | Kroatien U19  | 0–3      | Slovakien U19 | 17–25 | 11–25 | 19–25 |       |       | 47–75   | Report  |
| 29 Aug | 20:00 | Belgien U19   | 3–1      | Bulgarien U19 | 20–25 | 25–16 | 25–17 | 25–14 |       | 95–72   | Report  |
| 31 Aug | 15:00 | Frankrike U19 | 3–0      | Kroatien U19  | 25–14 | 25–23 | 25–18 |       |       | 75–55   | Report  |
| 31 Aug | 17:30 | Slovakien U19 | 2–3      | Belgien U19   | 25–23 | 18–25 | 21–25 | 25–21 | 10–15 | 99–109  | Report  |
| 31 Aug | 20:00 | Turkiet U19   | 3–2      | Bulgarien U19 | 23–25 | 25–13 | 21–25 | 25–18 | 15–10 | 109–91  | Report  |
| 1 Sep  | 15:00 | Belgien U19   | 3–0      | Frankrike U19 | 25–22 | 25–23 | 27–25 |       |       | 77–70   | Report  |
| 1 Sep  | 17:30 | Kroatien U19  | 0–3      | Turkiet U19   | 21–25 | 23–25 | 11–25 |       |       | 55–75   | Report  |
| 1 Sep  | 20:00 | Bulgarien U19 | 2–3      | Slovakien U19 | 25–22 | 15–25 | 25–23 | 14–25 | 8–15  | 87–110  | Report  |

### Grupp II
| # | Lag          | Matcher | Matcher | Poäng | Set | Set | Set   | Bollpoäng | Bollpoäng | Bollpoäng |
| # | Lag          | V       | F       | Poäng | V   | F   | Kvot  | V         | F         | Kvot      |
| - | ------------ | ------- | ------- | ----- | --- | --- | ----- | --------- | --------- | --------- |
| 1 | Ryssland U19 | 4       | 1       | 12    | 13  | 4   | 3,250 | 408       | 344       | 1,186     |
| 2 | Serbien U19  | 4       | 1       | 11    | 13  | 6   | 2,167 | 445       | 382       | 1,165     |
| 3 | Italien U19  | 4       | 1       | 11    | 13  | 7   | 1,857 | 470       | 443       | 1,061     |
| 4 | Tyskland U19 | 2       | 3       | 7     | 9   | 10  | 0,900 | 417       | 436       | 0,956     |
| 5 | Ungern U19   | 1       | 4       | 2     | 4   | 14  | 0,286 | 360       | 417       | 0,863     |
| 6 | Belarus U19  | 0       | 5       | 2     | 4   | 15  | 0,267 | 360       | 438       | 0,822     |

| Datum  | Tid   |              | Resultat |              | Set 1 | Set 2 | Set 3 | Set 4 | Set 5 | Totalt  | Rapport |
| ------ | ----- | ------------ | -------- | ------------ | ----- | ----- | ----- | ----- | ----- | ------- | ------- |
| 27 Aug | 15:30 | Belarus U19  | 0–3      | Ryssland U19 | 9–25  | 16–25 | 18–25 |       |       | 43–75   | Report  |
| 27 Aug | 18:00 | Ungern U19   | 1–3      | Tyskland U19 | 21–25 | 23–25 | 25–21 | 18–25 |       | 87–96   | Report  |
| 27 Aug | 20:30 | Serbien U19  | 1–3      | Italien U19  | 22–25 | 25–22 | 14–25 | 21–25 |       | 82–97   | Report  |
| 28 Aug | 15:30 | Tyskland U19 | 0–3      | Ryssland U19 | 24–26 | 21–25 | 21–25 |       |       | 66–76   | Report  |
| 28 Aug | 18:00 | Ungern U19   | 0–3      | Serbien U19  | 16–25 | 15–25 | 20–25 |       |       | 51–75   | Report  |
| 28 Aug | 20:30 | Italien U19  | 3–2      | Belarus U19  | 22–25 | 25–23 | 27–25 | 19–25 | 15–12 | 108–110 | Report  |
| 29 Aug | 15:30 | Serbien U19  | 3–2      | Tyskland U19 | 25–19 | 21–25 | 25–11 | 28–30 | 15–7  | 114–92  | Report  |
| 29 Aug | 18:00 | Belarus U19  | 2–3      | Ungern U19   | 20–25 | 17–25 | 25–16 | 26–24 | 7–15  | 95–105  | Report  |
| 29 Aug | 20:30 | Ryssland U19 | 3–1      | Italien U19  | 25–23 | 25–23 | 20–25 | 25–16 |       | 95–87   | Report  |
| 31 Aug | 15:30 | Serbien U19  | 3–0      | Belarus U19  | 25–13 | 25–22 | 25–21 |       |       | 75–56   | Report  |
| 31 Aug | 18:00 | Ungern U19   | 0–3      | Ryssland U19 | 24–26 | 10–25 | 15–25 |       |       | 49–76   | Report  |
| 31 Aug | 20:30 | Tyskland U19 | 1–3      | Italien U19  | 19–25 | 24–26 | 29–27 | 16–25 |       | 88–103  | Report  |
| 1 Sep  | 15:30 | Ryssland U19 | 1–3      | Serbien U19  | 26–24 | 21–25 | 16–25 | 23–25 |       | 86–99   | Report  |
| 1 Sep  | 18:00 | Italien U19  | 3–0      | Ungern U19   | 25–23 | 25–22 | 25–23 |       |       | 75–68   | Report  |
| 1 Sep  | 20:30 | Belarus U19  | 0–3      | Tyskland U19 | 21–25 | 17–25 | 18–25 |       |       | 56–75   | Report  |

## Slutspel
- All times are Central European Summer Time (UTC+02:00)

### Placeringsspel
|  | Spel om plats 5-8 | Spel om plats 5-8 |   |              | Spel om 5:e plats | Spel om 5:e plats |  |
|  |                   |                   |   |              |                   |                   |  |
|  | 3 September       |                   |   |              |                   |                   |  |
|  | Slovakien U19     | 3                 |   |              |                   |                   |  |
|  | Tyskland U19      | 2                 |   |              |                   |                   |  |
|  |                   |                   |   |              |                   |                   |  |
|  |                   |                   |   |              | 4 September       |                   |  |
|  |                   |                   |   |              | Slovakien U19     | 0                 |  |
|  |                   | Italien U19       | 3 |              |                   |                   |  |
|  |                   |                   |   |              |                   |                   |  |
|  |                   |                   |   |              |                   |                   |  |
|  |                   |                   |   |              | Spel om 7:e plats |                   |  |
|  | 3 September       | 3 September       |   | 4 September  | 4 September       |                   |  |
|  | Bulgarien U19     | 0                 |   | Tyskland U19 | 3                 |                   |  |
|  | Italien U19       | 3                 |   |              | Bulgarien U19     | 0                 |  |

#### Spel om plats 5-8
| Datum | Tid   |               | Resultat |              | Set 1 | Set 2 | Set 3 | Set 4 | Set 5 | Totalt  | Rapport |
| ----- | ----- | ------------- | -------- | ------------ | ----- | ----- | ----- | ----- | ----- | ------- | ------- |
| 3 Sep | 12:00 | Slovakien U19 | 3–2      | Tyskland U19 | 25–20 | 19–25 | 30–28 | 18–25 | 15–10 | 107–108 | Report  |
| 3 Sep | 14:30 | Bulgarien U19 | 0–3      | Italien U19  | 19–25 | 16–25 | 24–26 |       |       | 59–76   | Report  |

#### Spel om 7:e plats
| Datum | Tid   |              | Resultat |               | Set 1 | Set 2 | Set 3 | Set 4 | Set 5 | Totalt | Rapport |
| ----- | ----- | ------------ | -------- | ------------- | ----- | ----- | ----- | ----- | ----- | ------ | ------- |
| 4 Sep | 10:00 | Tyskland U19 | 3–0      | Bulgarien U19 | 25–21 | 25–11 | 25–11 |       |       | 75–43  | Report  |

#### Spel om 5:e plats
| Datum | Tid   |               | Resultat |             | Set 1 | Set 2 | Set 3 | Set 4 | Set 5 | Totalt | Rapport |
| ----- | ----- | ------------- | -------- | ----------- | ----- | ----- | ----- | ----- | ----- | ------ | ------- |
| 4 Sep | 12:30 | Slovakien U19 | 0–3      | Italien U19 | 13–25 | 9–25  | 10–25 |       |       | 32–75  | Report  |

### Finalspel
|  | Semifinaler  | Semifinaler  |   |             | Final               | Final |  |
|  |              |              |   |             |                     |       |  |
|  | 3 September  |              |   |             |                     |       |  |
|  | Turkiet U19  | 0            |   |             |                     |       |  |
|  | Serbien U19  | 3            |   |             |                     |       |  |
|  |              |              |   |             |                     |       |  |
|  |              |              |   |             | 4 September         |       |  |
|  |              |              |   |             | Serbien U19         | 0     |  |
|  |              | Ryssland U19 | 3 |             |                     |       |  |
|  |              |              |   |             |                     |       |  |
|  |              |              |   |             |                     |       |  |
|  |              |              |   |             | Match om tredjepris |       |  |
|  | 3 September  | 3 September  |   | 4 September | 4 September         |       |  |
|  | Ryssland U19 | 3            |   | Turkiet U19 | 3                   |       |  |
|  | Belgien U19  | 1            |   |             | Belgien U19         | 0     |  |

#### Semifinaler
| Datum | Tid   |              | Resultat |             | Set 1 | Set 2 | Set 3 | Set 4 | Set 5 | Totalt | Rapport |
| ----- | ----- | ------------ | -------- | ----------- | ----- | ----- | ----- | ----- | ----- | ------ | ------- |
| 3 Sep | 17:30 | Turkiet U19  | 0–3      | Serbien U19 | 22–25 | 23–25 | 19–25 |       |       | 64–75  | Report  |
| 3 Sep | 20:00 | Ryssland U19 | 3–1      | Belgien U19 | 19–25 | 25–20 | 25–18 | 25–14 |       | 94–77  | Report  |

#### Match om tredje pris
| Datum | Tid   |             | Resultat |             | Set 1 | Set 2 | Set 3 | Set 4 | Set 5 | Totalt | Rapport |
| ----- | ----- | ----------- | -------- | ----------- | ----- | ----- | ----- | ----- | ----- | ------ | ------- |
| 4 Sep | 15:30 | Turkiet U19 | 3–0      | Belgien U19 | 26–24 | 25–15 | 25–20 |       |       | 76–59  | Report  |

#### Final
| Datum | Tid   |             | Resultat |              | Set 1 | Set 2 | Set 3 | Set 4 | Set 5 | Totalt | Rapport |
| ----- | ----- | ----------- | -------- | ------------ | ----- | ----- | ----- | ----- | ----- | ------ | ------- |
| 4 Sep | 18:00 | Serbien U19 | 0–3      | Ryssland U19 | 24–26 | 18–25 | 19–25 |       |       | 61–76  | Report  |

## Slutlig ställning
| Placering | Lag           |
| --------- | ------------- |
| 1         | Ryssland U19  |
| 2         | Serbien U19   |
| 3         | Turkiet U19   |
| 4         | Belgien U19   |
| 5         | Italien U19   |
| 6         | Slovakien U19 |
| 7         | Tyskland U19  |
| 8         | Bulgarien U19 |
| 9         | Frankrike U19 |
| 10        | Ungern U19    |
| 11        | Belarus U19   |
| 12        | Kroatien U19  |

| Junioreuropamästare 2016 |
| ------------------------ |
| Ryssland 15:e titeln     |

| 12–persons lag |
| Angelina Lazarenko, Inna Balyko, Anna Kotikova, Anastasia Stalnaya, Alina Podskalnaya, Aleksandra Oganezova, Ksenia Pligunova, Anastasia Stankevichute, Viktoria Russu, Elizaveta Kotova, Marina Tushova, Maria Vorobyeva |
| Huvudtränare |
| Svetlana Safronova |

## Individuella priser
| - Mest värdefulla spelare Anna Kotikova - Bästa passare Inna Balyko - Bästa ytterspikers Karolina Fricova Katarina Lazović | - Mästa mittblockare Angelina Lazarenko Jovana Kocić - Best motstående spiker Anna Kotikova - Bästa libero Giorgia Zannoni |